# Copa del Rey de balonmano 2003
La Copa del Rey de balonmano 2003 fue la edición XXVIII del campeonato estatal de la Copa del Rey y se celebró en Santander (Cantabria) entre el 28 de mayo y el 1 de junio de 2003.
Los equipo clasificados fueron: BM Ciudad Real, BM Valladolid, Portland San Antonio, BM Altea, Club Balonmano Cantabria, BM Valencia, Ademar León y el FC Barcelona.
El ganador de esta edición fue el BM Ciudad Real, imponiéndose al FC Barcelona.

## Desarrollo
|  | Cuartos de final        | Cuartos de final        |                |               | Semifinales | Semifinales |  |                | Final      | Final      |  |
|  | 28 de mayo y 29 de mayo | 28 de mayo y 29 de mayo |                |               | 31 de mayo  | 31 de mayo  |  |                | 1 de junio | 1 de junio |  |
|  |                         |                         |                |               |             |             |  |                |            |            |  |
|  |                         |                         |                |               |             |             |  |                |            |            |  |
|  | Ademar León             | 28                      |                |               |             |             |  |                |            |            |  |
|  | Ademar León             | 28                      |                |               |             |             |  |                |            |            |  |
|  | BM Valladolid           | 30                      |                |               |             |             |  |                |            |            |  |
|  | BM Valladolid           | 30                      |                | BM Valladolid | 24          |             |  |                |            |            |  |
|  |                         |                         |                | BM Valladolid | 24          |             |  |                |            |            |  |
|  |                         |                         | BM Ciudad Real | 28            |             |             |  |                |            |            |  |
|  | CB Cantabria            | 20                      | BM Ciudad Real | 28            |             |             |  |                |            |            |  |
|  | CB Cantabria            | 20                      |                |               |             |             |  |                |            |            |  |
|  | BM Ciudad Real          | 24                      |                |               |             |             |  |                |            |            |  |
|  | BM Ciudad Real          | 24                      |                |               |             |             |  | BM Ciudad Real | 34         |            |  |
|  |                         |                         |                |               |             |             |  | BM Ciudad Real | 34         |            |  |
|  |                         |                         | FC Barcelona   | 31            |             |             |  |                |            |            |  |
|  | FC Barcelona            | 29                      | FC Barcelona   | 31            |             |             |  |                |            |            |  |
|  | FC Barcelona            | 29                      |                |               |             |             |  |                |            |            |  |
|  | Portland San Antonio    | 21                      |                |               |             |             |  |                |            |            |  |
|  | Portland San Antonio    | 21                      |                | FC Barcelona  | 33          |             |  |                |            |            |  |
|  |                         |                         |                | FC Barcelona  | 33          |             |  |                |            |            |  |
|  |                         |                         | BM Altea       | 28            |             |             |  |                |            |            |  |
|  | BM Altea                | 28                      | BM Altea       | 28            |             |             |  |                |            |            |  |
|  | BM Altea                | 28                      |                |               |             |             |  |                |            |            |  |
|  | BM Valencia             | 23                      |                |               |             |             |  |                |            |            |  |
|  | BM Valencia             | 23                      |                |               |             |             |  |                |            |            |  |
|  |                         |                         |                |               |             |             |  |                |            |            |  |